# Penutià

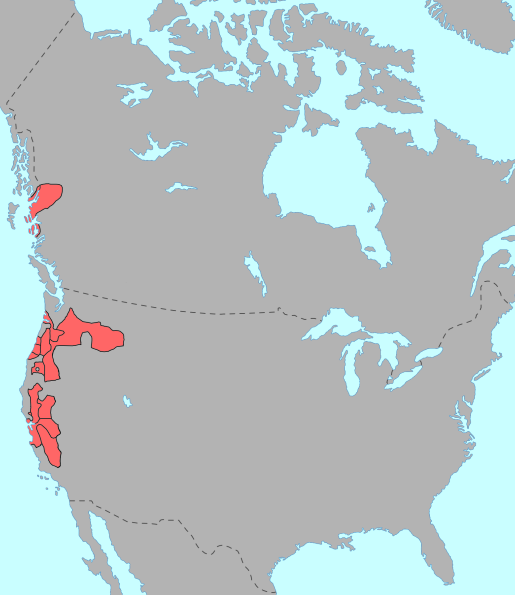
Distribució proposada de les llengües Penutianes

Penutià és el grup de llengües ameríndies, de composició molt debatuda, parlades originàriament a Washington, Oregon, i Califòrnia. El nom es basa en les paraules que volen dir «dos»en les llengües wintun, maidu, i yokut (que es pronuncia com [pen]) i les llengües utianes (que es pronuncia com [uti]).

## Història de la hipòtesi
L'existència d'una família penutiana, més enllà de la seva composició exacta, no ha pogut ser demostrada plenament en opinió de tots els especialistes. Inclusivament la unitat filogenètica d'algunes de les famílies amb la resta ha estat discutida. Un nombre de les llengües proposades com a pertanyents al conjunt penutià estan extintes i poc documentades, deixant als investigadors sense noves fonts més amb què treballar. Una altra complicació és la gran quantitat de préstecs entre pobles veïns. Mary R. Haas proposa el següent respecte a aquest flux:
| «               | Even where genetic relationship is clearly indicated ... the evidence of diffusion of traits from neighboring tribes, related or not, is seen on every hand. This makes the task of determining the validity of the various alleged Hokan languages and the various alleged Penutian languages all the more difficult […] [and] point[s] up once again that diffusional studies are just as important for prehistory as genetic studies and what is even more in need of emphasis, it points up the desirability of pursuing diffusional studies along with genetic studies. This is nowhere more necessary than in the case of the Hokan and Penutian languages wherever they may be found, but particularly in California where they may very well have existed side by side for many millennia. | » |
| — Haas 1976:359 | |   |

Algunes agrupacions han estat demostrades convincentment. Les llengües miwok i les costano han estat agrupades dins de la família utiana per Catherine Callaghan. Sembla convincent l'evidència per a l'agrupació de les penutianes de l'altiplà, originalment anomenades Shahapwailutanes (Shahapwailutan) per J. NB Hewitt i John Wesley Powell en 1894, que consistirien de les famílies klamath-Modoc, Molala i Sahapatiana (Nez Percé i shahaptin). Hi ha evidència creixent que recolza l'agrupació de les llengües utianes i yokut (en el grup yok-uti).
Més enllà de les llengües penutianes del Canadà i Estats Units, alguns autors han estès el nombre de famílies a llengües realment allunyades que inclouen llengües de regions tan allunyades de la costa nord del pacífic com Oaxaca, Chiapas o la regió maia (i fins i tot en la hipòtesi macro-penutiana s'especula amb si llengües del con sud com el maputxe podrien estar relacionades amb aquestes llengües, però en aquestes propostes són encara més especulatives i controvertides i decididament només són sostingudes per una minoria dels especialistes). Els treballs més recents han permès reconstruir parcialment alguns subgrups, i existeixen certes proves que la família penutiana tal com va ser proposada de parentiu original, sembla en certs aspectes prometedor i continua a ser un terreny de recerca actiu.

## Història de les propostes

### Origen de les 5 famílies
La hipòtesi original del grup penutià, que consistia en cinc famílies de llengües, va ser proposada per Roland Dixon i Alfred L. Kroeber en 1903 i publicat en 1913. L'evidència per aquesta proposta va ser publicada en 1919. Aquesta, que ha estat anomenada alternativament "Penutià central" (Core Penutian, Penutian Kernel) o "penutià californià" (California Penutian).
1. Llengües maidu
2. Llengües wintun
3. Llengües yokuts
4. Llengües miwok (llengües utianes)
5. Llengües costano (llengües utianes)

Aquesta agrupació, com a moltes d'altres propostes de Dixon i Kroeber, es va basar principalment en característiques tipològiques compartides, no en els mètodes usuals de la lingüística històrica per determinar relacions genètiques sòlides. Des de llavors, la hipòtesi penutiana ha estat controverstida, encara que s'han fet alguns avanços a provar mitjançant el mètode comparatiu la solidesa de part de la proposta.
El 1910, Kroeber suggerí una relació entre les llengües Miwok i Costano. Prèviament, el 1877 Albert S. Gatschet les agrupà en el grup Mutsun. Aquest grup, ara anomenat Utià, en fou demostrada definitivament la relació per Catherine Callaghan.

### Proposta de Sapir
El 1916 Edward Sapir expandí la família californiana proposada per Dixon i Kroeber amb un grup oregonià que incloïa les parles Coos i també les llengües aïllades, Siuslaw i Takelma:
- penutià de Califòrnia
  - maidu.
  - llengües utianes (també miwok-costanoan)
  - wintun
  - yokut
- penutià d'Oregon
  - hanis
  - siuslaw
  - takelma

Més tard Sapir and Leo Frachtenberg hi afegiren les parles kalapuya i chinook, i més tard les alsea i tsimshian. Això culminaria en la classificació de quatre branques de Sapir del 1921:
I. família penutiana de Califòrnia
1. 1. maiduan (maidu)
  2. utià (miwok-costano)
  3. wintun (uintu)
  4. yokut

II. família penutiana d'Oregon
1. 1. coos
  2. siuslaw
  3. takelma
  4. kalapuya
  5. alsea (yakona)

III. chinook
IV. tsimshian
Alhora, en l'article de Sapir del 1929 a l'Encyclopædia Britannica hi afegí dues franques més:
- penutians dels Turons
  - klamath-modoc (lutuami)
  - waiilatpua
    - Cayuse
    - molala

  - llengües shahaptianes (sahaptin)
- penutians de Mèxic
  - llengües mixezoque
  - Huave

### Evidència en favor de la hipòtesi penutiana
Cal assenyalar-se que les motivacions originals de Dixon, Kroeber i Sapir para agrupes aquestes llengües van ser fonamentalment de tipus tipològic, i que l'evidència lèxica que van aportar inicialment era confusa i poc concloent. Aquesta situació va millorar una mica mitjançant l'extensiva documentació durant el segle xx, quan es van proposar evidències filogenètiques més sòlides, encara que no del tot convincents per assegurar el parentiu de totes les llengües penutianes.
Potser a causa del fet que la majoria de llengües penutianes experimenten processos morfològics d'ablaut, les vocals són difícils de reconstruir. No obstant això s'han proposat algunes correspondències fonètiques entre les consonants, per exemple diverses retroflexes /ʈ/ /ʈʼ/ de proto-yokut semblen correspondre's amb les africades del Klamath (penutià de l'altiplà) /ʧ ʧʼ/, mentre que les dentals del proto-yokuts /t̪/ /t̪ʰ/ /t̪ʼ/ es corresponen amb les alveolars /d t tʼ/ del Klamath. A part d'aquestes correspondències el Kalapuya, el Takelma i el Wintu no mostren correspondències clares. Les correspondències amb l'hipotètic penutià mexicà no han estat investigades adequadament. Un altre tret present en moltes llengües penutianes és la presència de ablaut, per la qual cosa es considera que aquest fet és una evidència més del parentiu genuí de les llengües.
A partir d'evidències arqueològiques i glotocronològiques s'ha especulat que la família Yok-Uti té un temps de divergència comparable al de les llengües indoeuropees, i que els antecessors lingüístics del Klamath haurien romàs a la mateixa àrea des de fa uns 7000 anys. Així doncs la profunditat lingüística d'algunes branques del penutià per si mateixes depassarien el límit que permet la reconstrucció adequada del proto-penutià. Això ha estat usat ocasionalment com un argument contra la hipòtesi penutiana.

### Síntesi moderna
En l'actualitat no s'ha confirmat la validesa de la hipòtesi penutiana tal com la va ampliar Sapir, encara que sembla provat que les llengües del penutià californià estiguin relacionades. No obstant això, el penutià californià no sembla un subgrup filogenèticament vàlid, ja que per l'exemple el maidu i el wintu semblen tenir més proximitat amb les llengües penutianes de fora de Califòrnia que amb les famílies yokuts, miwok i costano. Fins avui, s'ha reconstruït amb cert detall el proto-yok-uti, i s'ha avançat considerablement en la comparació d'altres tres grups el wintu-maidu, klamath-sahaptin, takelma i es conjectura que el tsimishian, el chinook i l'alsea-siuslaw-coos podrien ser branques independents però hi ha més dubtes de la relació d'aquests últims grups. Reunint les dades de Delaney i Golla es pot construir un arbre de possibles parentius:

### Hipòtesi macro-penutiana
Uns pocs lingüistes han suggerit que altres llengües d'Amèrica molt distants geogràficament podrien estar emparentades amb el grup penutià. En aquest tipus de propostes està la hipòtesi macro-penutiana de Benjamin Lee Whorf. Algunes d'aquestes propostes al grup penutià dins d'un tronc àdhuc major anomenat macro-penutià que inclou diverses llengües mesoamericanes i les famílies totonaca, huave i llengües mixezoque. Geogràficament aquesta família macro-penutiana es podria dividir en les següents branques:
- Grup nord-occidental canadenc: tsimshian, parlat a la Columbia Britànica per un miler de persones.
- Grup dels Estats Units:
  - Grup de Califòrnia: yokut, maidu, wintu, miwok-costano.
  - Grup de la Meseta: klamath-modoc, shahaptin (incloent la llengua nez percé), cayuse-molala. Totes estan extingides excepte la llengua shahaptian, que és parlada per uns centenars de persones.
  - Grup d'Oregon: coos, takelma, totes elles extintes, a més del chinook i el tsimshian.
- Grup macromaia, de Mèxic i Guatemala.
  - Llengües maies, de Mèxic i de Guatemala.
  - Llengües mixezoque de Mèxic.
  - Llengües totonaques de Mèxic.
- Grup penutià de Sud-amèrica: és un tronc que inclou diversos grups petits a Equador, Bolívia i el Perú i el mapudungun, llengua parlada per mig milió de persones a Xile i l'Argentina.

Uns altres han produït inclusivament hipòtesi relacionant el penutià amb altres famílies a gran escala, cas de la hipòtesi ameríndia de Joseph Greenberg.